# 塔吉克國家足球隊
塔吉克國家足球代表隊是塔吉克的國家足球代表隊，由塔吉克足球協會管理，現時屬於國際足協及亞洲足球協會成員國之一。塔吉克至2022年為止未參加過任何國際大賽的決賽週，無論在世界盃及亞洲盃外圍賽階段從未取得過出線資格。直到2023年亞洲盃才首次取得出線資格。

## 历史
足球运动在20世纪初期传入塔吉克斯坦，杜尚别和苦盏两地各自建立了足球队，两支球队之间经常举行城际比赛。1937年成立了塔吉克斯坦苏维埃社会主义共和国冠军锦标赛，不久后组建了塔吉克斯坦苏联红军体育俱乐部，参加苏联境内的一些足球赛事。
苏联解体后，塔吉克斯坦在1992年6月17日与乌兹别克斯坦进行了首场比赛。直到1994年，塔吉克足球協會才被国际足联承认，成为亚足联和国际足联的正式会员。
1994年4月11日，塔吉克斯坦在塔什干进行的一场区际锦标赛中进行了首场正式比赛，0-1输给了哈萨克斯坦。该队首次参加的正式大赛是1996年亚洲杯预选赛，作为三号种子队伍被分在第8组，同组有乌兹别克斯坦与巴林。巴林后来退出,塔吉克斯坦与乌兹别克斯坦进行附加赛。塔吉克斯坦首场在主场4-0获胜，但客场比赛常规时间0-4落后进入加时，被乌兹别克斯坦金球绝杀淘汰。塔吉克斯坦首次参加世界杯预选赛是在1998年法国世界杯预选赛，取得四场胜利，包括5-0战胜土库曼斯坦，但败给中国，位居次席，未能进入下一阶段。塔吉克斯坦在2000年亚洲杯预选赛中也未能出线，次于伊拉克，排在第二名。
2002年韩日世界杯三队预选赛中，塔吉克斯坦16-0战胜关岛，创造队史最大比分赢球记录，之后0-2输给伊朗被淘汰。2004年亚洲杯资格赛中，该队得8分位居泰国(9分)之后第三，未能晋级。在2006年德国世界杯预选赛中，塔吉克斯坦分在第二圈第六组，两回合4-0击败孟加拉国，0-0战平巴林，最终取得两胜一和一负，位列第三名无缘出线。
该队首次赢得国际锦标赛是2006年首届亚足联挑战杯，在达卡4-0击败斯里兰卡，夺得冠军。
2010年世界杯预选赛塔吉克斯坦在第二轮即被新加坡淘汰。2014年世界杯预选赛取得一定成功，尽管在第二轮被叙利亚淘汰，但由于对手使用不合规球员，塔吉克斯坦首次取得进入第三轮比赛资格，与朝鲜、日本和乌兹别克斯坦同组，最终一胜五负小组垫底。
塔吉克斯坦2018年世界杯预选赛表现不佳，穆宾·艾尔加舍夫及其教练组被免职。 2019年亚洲杯外围赛，塔吉克斯坦被编入F组,与菲律宾、也门和尼泊尔同组。2018年3月27日输给菲律宾后，确认塔吉克斯坦无法入围亚洲杯,主教练哈金·福扎伊洛夫辞职。
由于塔吉克斯坦最近几年表现不佳,足协聘请乌兹别克斯坦教练乌斯曼·塔舍夫，以重振球队。在乌斯曼·塔舍夫带领下，塔吉克斯坦在2022年世界杯预选赛上表现良好，1:0击败邻国吉尔吉斯斯坦，客场1:1与其战平。然而，塔吉克斯坦随后3:4败给弱旅缅甸，考虑到缅甸之前表现不佳，这次败北令人震惊，使塔吉克斯坦陷入困境。最终，由于朝鲜退出，塔吉克斯坦与蒙古的积分未被计算，但缅甸在最后一轮取代蒙古位居最后一名，为塔吉克斯坦增加六分，但塔吉克斯坦客场1:4输给日本，积分差距仍然太大，无法缩小，最终塔吉克斯坦失去进入最后一轮的资格。
塔吉克斯坦随后聘请克罗地亚籍教练佩塔尔·塞格尔特带队参加2023年亚洲杯预选赛第三轮，与老对手缅甸和吉尔吉斯斯坦以及东南亚对手新加坡同组。由于新冠疫情，第三轮只进行一轮小组赛，塔吉克斯坦的小组由邻国吉尔吉斯斯坦承办。塔吉克斯坦充分利用这一便利，击败缅甸(4:0)和新加坡(1:0)，然后与邻国吉尔吉斯斯坦0:0战平，位居小组首名。在此前五次参加预选赛失利后，塔吉克斯坦终于在2023年首次入围亚洲杯。2022年,塔吉克斯坦击败马来西亚，赢得泰王杯冠军。
2023年亞洲盃，首次晉身決賽周的塔吉克有出色表現。分組賽塔吉克賽和中國及擊敗黎巴嫩，只以一球僅負主辦國兼後來奪冠的卡塔爾，以小組次名晉級十六強賽。十六強賽以互射十二碼淘汰阿聯酋闖入八強，最後在八強賽僅以0-1不敵約旦出局。

## 大賽成績

### 世界盃
| 世界盃足球賽     | 世界盃足球賽      | 世界盃足球賽      | 世界盃足球賽      | 世界盃足球賽      | 世界盃足球賽      | 世界盃足球賽      | 世界盃足球賽      |                   | 國際足協世界盃外圍賽 | 國際足協世界盃外圍賽 | 國際足協世界盃外圍賽 | 國際足協世界盃外圍賽 | 國際足協世界盃外圍賽 | 國際足協世界盃外圍賽 |
| 年度             | 參賽成績          | 場數              | 勝                | 和                | 負                | 得球              | 失球              | 場數              | 勝                   | 和                   | 負                   | 得球                 | 失球                 |                      |
| ---------------- | ----------------- | ----------------- | ----------------- | ----------------- | ----------------- | ----------------- | ----------------- | ----------------- | -------------------- | -------------------- | -------------------- | -------------------- | -------------------- | -------------------- |
| 1930年 to 1990年 | 屬於 蘇聯的一部分 | 屬於 蘇聯的一部分 | 屬於 蘇聯的一部分 | 屬於 蘇聯的一部分 | 屬於 蘇聯的一部分 | 屬於 蘇聯的一部分 | 屬於 蘇聯的一部分 | 屬於 蘇聯的一部分 | 屬於 蘇聯的一部分    | 屬於 蘇聯的一部分    | 屬於 蘇聯的一部分    | 屬於 蘇聯的一部分    | 屬於 蘇聯的一部分    | 屬於 蘇聯的一部分    |
| 1994年           | 沒有參賽          | 沒有參賽          | 沒有參賽          | 沒有參賽          | 沒有參賽          | 沒有參賽          | 沒有參賽          | 沒有參賽          | 沒有參賽             | 沒有參賽             | 沒有參賽             | 沒有參賽             | 沒有參賽             | 沒有參賽             |
| 1998年           | 外圍賽出局        | 外圍賽出局        | 外圍賽出局        | 外圍賽出局        | 外圍賽出局        | 外圍賽出局        | 外圍賽出局        | 外圍賽出局        | 6                    | 4                    | 1                    | 1                    | 15                   | 2                    |
| 2002年           | 外圍賽出局        | 外圍賽出局        | 外圍賽出局        | 外圍賽出局        | 外圍賽出局        | 外圍賽出局        | 外圍賽出局        | 外圍賽出局        | 2                    | 1                    | 0                    | 1                    | 16                   | 2                    |
| 2006年           | 外圍賽出局        | 外圍賽出局        | 外圍賽出局        | 外圍賽出局        | 外圍賽出局        | 外圍賽出局        | 外圍賽出局        | 外圍賽出局        | 8                    | 4                    | 1                    | 3                    | 9                    | 9                    |
| 2010年           | 外圍賽出局        | 外圍賽出局        | 外圍賽出局        | 外圍賽出局        | 外圍賽出局        | 外圍賽出局        | 外圍賽出局        | 外圍賽出局        | 4                    | 1                    | 2                    | 1                    | 7                    | 4                    |
| 2014             | 外圍賽出局        | 外圍賽出局        | 外圍賽出局        | 外圍賽出局        | 外圍賽出局        | 外圍賽出局        | 外圍賽出局        | 外圍賽出局        | 6                    | 2                    | 0                    | 4                    | 6                    | 14                   |
| 2018年           | 外圍賽出局        | 外圍賽出局        | 外圍賽出局        | 外圍賽出局        | 外圍賽出局        | 外圍賽出局        | 外圍賽出局        | 外圍賽出局        | 6                    | 0                    | 1                    | 5                    | 2                    | 20                   |
| 2022年           | 外圍賽出局        | 外圍賽出局        | 外圍賽出局        | 外圍賽出局        | 外圍賽出局        | 外圍賽出局        | 外圍賽出局        | 外圍賽出局        | 6                    | 3                    | 1                    | 2                    | 7                    | 8                    |
| 2026             | 外圍賽出局        | 外圍賽出局        | 外圍賽出局        | 外圍賽出局        | 外圍賽出局        | 外圍賽出局        | 外圍賽出局        | 外圍賽出局        | 6                    | 2                    | 2                    | 2                    | 11                   | 7                    |
| 總數             | –                 | –                 | –                 | –                 | –                 | –                 | –                 | 38                | 14                   | 7                    | 17                   | 66                   | 58                   |                      |